# Cholesterol
Cholesterol (van het Griekse cholè, gal en stereos, vast) is een organische verbinding en een vetachtige stof. Cholesterol hoort tot de groep van de sterolen (gemodificeerde steroïden). Cholesterol wordt gesynthetiseerd in alle dierlijke cellen en is een essentiële bouwsteen van celmembranen. Cholesterol is een celverstevigend element en draagt in belangrijke mate bij aan de permeabiliteit van een celmembraan.
Cholesterol is de bouwsteen van steroïdhormonen, vitamine D en gal. Galstenen bestaan voor 80% uit cholesterol. In dieren fungeert cholesterol als primaire sterol: de cholesterolsynthese bij gewervelden gebeurt voornamelijk in de lever en in kleine hoeveelheden in de bijnier en darm. In de testes wordt het geproduceerd door het endoplasmatisch reticulum.
Planten, schimmels, bacteriën en de membranen van mitochondriën bevatten geen cholesterol. Wel bezitten zij andere, qua structuur op cholesterol gelijkende, sterolen waaronder ergosterol.

## Cholesteroltransport in het lichaam
Lipiden (o.a. cholesterol en vet) zijn niet in water oplosbaar. Daarom worden deze stoffen in het bloed vervoerd door middel van lipoproteïnen: kleine bolletjes met een hydrofobe binnenkant bestaande uit triglyceriden en cholesterolesters, omgeven door een hydrofiele buitenkant bestaande uit fosfolipiden en eiwitten.
Lipoproteïnen worden ingedeeld naar fracties met verschil in dichtheid. Lipoproteïnen van lage naar hoge dichtheid zijn: chylomicronen, very-low-density-lipoproteïne (VLDL), intermediate-density-lipoproteïne (IDL), low-density-lipoproteïne (LDL) en high-density-lipoproteïne (HDL).
In de lever wordt cholesterol gevormd. Dit wordt samen met triglyceriden verpakt in een VLDL-deeltje, waarna het aan het bloed wordt afgegeven. In het bloed worden de VLDL-deeltjes kleiner door de activiteit van het lipoproteïnelipase, dat triglyceriden vrijmaakt uit deze deeltjes. Deze triglyceriden kunnen opgenomen worden door de weefsels. Uiteindelijk ontstaat uit deze deeltjes LDL, wat dan voornamelijk cholesterol bevat. 70-80% van het LDL wordt opgenomen in de lever, bijnieren en de gonaden (testes en ovaria). Het LDL dat in de bloedbaan blijft, wordt uiteindelijk opgenomen door cellen (macrofagen/schuimcellen), die kunnen zorgen voor vervetting van de vaatwand door zich in de vaatwand te nestelen (atherosclerose). LDL-cholesterol wordt ook wel 'slecht' cholesterol genoemd, omdat een hoge concentratie LDL een marker is voor het risico op een hartinfarct en gescheurde bloedvaten kan veroorzaken.
HDL zorgt voor transport van "overtollig" cholesterol vanuit cellen terug naar de lever (omgekeerd cholesteroltransport). HDL wordt gevormd in de lever, waarna het in de bloedcirculatie terechtkomt en vanuit de cellen cholesterol opneemt. Daarvoor gaat het een verbinding aan met ATP binding cassette transporter-A1 (ABCA1). Cholesterol wordt in de lever uit het HDL verwijderd via de Scavenger Receptor-BI (SR-BI). In de lever kan cholesterol met de gal uit het lichaam verwijderd worden. HDL wordt ook wel 'goed' cholesterol genoemd, omdat een verhoogde concentratie HDL geassocieerd is met een verlaging van de incidentie van hart- en vaatziekten.
De rol van HDL is complexer, het speelt ook een rol bij ontstekingen, infecties, bloedstolling en nog meer processen.

## Hyperlipidemie
Verhoogde cholesterolconcentraties in het bloed noemt men hypercholesterolemie. Hypercholesterolemie is een onderdeel van een groep van aandoeningen die in de geneeskunde hyperlipidemieën worden genoemd. Bij hyperlipidemieën worden er bij de patiënt verhoogde concentraties cholesterol en/of triglyceriden in het bloed gevonden. Deze hyperlipidemieën worden ingedeeld in primaire en secundaire hyperlipidemieën:
- Primair: familiaire hypercholesterolemie, familiair defectief apoB100, polygenetische hypercholesterolemie, familiaire dysbetalipoproteïnemie, familiair gecombineerde hyperlipidemie, familiaire hypertriglyceridemie, familiaire lipoproteïnelipasedeficiëntie of apoCII-deficiëntie (en andere, zeldzamere vormen).
- Secundair: nierziekten, leverziekten, schildklierziekten, diabetes mellitus, syndroom van Cushing, gebruik van glucocorticoiden, dysglobulinemie, acute intermitterende porfyrie en (excessief) alcoholgebruik.

De arts sluit altijd eerst alle vormen van secundaire hyperlipidemie uit, voordat hij gaat zoeken naar de primaire vormen van hyperlipidemie. In de groep van primaire hyperlipidemieën is een aantal erfelijke aandoeningen aanwezig en een aantal die zowel erfelijk als afhankelijk van levensstijl zijn.

## Lipidenprofiel
Om na te gaan of er een stoornis is in de vetstofwisseling wordt een lipidenprofiel bepaald. Dit houdt in dat de concentratie cholesterol en triglyceriden in het bloed wordt bepaald. De testen die hierbij worden uitgevoerd zijn:
- Totaal cholesterol
- HDL cholesterol
- LDL cholesterol
- Triglyceriden
- verhouding cholesterol/HDL

Aangezien de concentratie triglyceriden in het bloed voor een groot deel bepaald wordt door de concentratie chylomicronen in het bloed, die vlak na de maaltijd heel hoog zijn, is het van belang dat de patiënt nuchter is. Ook voor de concentratie LDL is het van belang dat de patiënt nuchter is aangezien deze vaak wordt berekend uit de concentratie Cholesterol, HDL en triglyceriden.
Als maat voor het aantal atherogene deeltjes kan de concentratie APO-B100 gebruikt worden. Voor deze test hoeft de patiënt niet nuchter te zijn.

## Interpretatie "goed" en "slecht"
Al langer is het in de literatuur bekend dat HDL- en LDL-cholesterol in verschillende subklassen verschijnen. HDL kan bijvoorbeeld in vijf subklassen worden verdeeld, waarbij voor de grootste drie geldt dat zij ertoe bijdragen dat hart- en vaatziekten (HVZ) minder voorkomen. De kleinere twee varianten hebben deze beschermende werking niet. Voor LDL geldt iets soortgelijks. LDL wordt op grond van het type vaak in twee categorieën gescheiden: het "small dense LDL" (sdLDL, patroon B) en het "large buoyant LDL" (patroon A). Van sdLDL is bekend dat het geassocieerd is met een verhoogde kans op de ontwikkeling van hart- en vaatziekten.
De hoogte van de plasmacholesterolconcentratie is een afspiegeling van de aanwezige hoeveelheid LDL. De hoeveelheid triglyceriden komt overeen met de hoeveelheid VLDL. Bij verhoogde triglyceridenconcentraties in het bloed worden verlaagde HDL-concentraties gevonden (negatieve correlatie). De combinatie van sdLDL, lage HDL-waarden en hoge triacylglycerol-waarden noemt men dan ook het "atherogenic lipoprotein profile" oftewel (vrij vertaald) het "atheromabevorderende bloedlipidenprofiel" en deze conditie is deels erfelijk. Het tegenovergestelde is ook waar, de combinatie van grotere LDL-deeltjes, verhoogde HDL-concentratie en verlaagde triglyceriden in het bloed geeft een significante verkleining van het risico op atherosclerotische aandoeningen en hart- en vaatziekten in het algemeen.
Bij de evaluatie van hyperlipidemieën en daarmee de kans op hart- en vaatziekten let de arts op meerdere laboratoriumuitslagen: HDL, LDL, cholesterol, triglyceriden en de cholesterol/HDL ratio. Aan de hand van deze gegevens in combinatie met gegevens uit de Standaard Cardiovasculair Risicomanagement bekijkt de arts de kans op de ontwikkeling van hart- en vaatziekten en stelt indien noodzakelijk een bijpassende therapie voor.
LDL-grootte wordt door het Adult Treatment Panel III (V.S.) in toenemende mate gezien als een relevante risicofactor voor hart- en vaatziekten. Het is dus zeker niet alleen het cholesterol dat invloed heeft op de kans op hart- en vaatziekten; allerlei eigenschappen van vetten in het eten en vetten in het bloed zijn van belang.

## Cholesterol en hart- en vaatziekten
Enkele studies in de jaren 70 hebben aangetoond dat een verhoogd LDL-gehalte samengaat met een hoog risico op een hartinfarct. Opgemerkt moet worden dat deze studies betaald en gehouden zijn door de farmaceutische industrieën die ook cholesterolpeilverlagende middelen verkopen. Van HDL neemt men aan dat het een beschermend effect heeft op hart- en vaatziekten, maar er is maar weinig bewijs voor deze aanname. In 2016 werd een onderzoek gepubliceerd waaruit bleek dat ouderen met een hoog cholesterolgehalte (met name LDL-cholesterol) juist een lager risico op ziekten hadden. De auteurs dringen aan op een herevaluatie van de standaard farmaceutische aanpak van hoge cholesterolgehaltes.
In 2014 is een onderzoek gepubliceerd waarbij de invloed van een plantaardig dieet (cholesterolvrij) op hart- en vaatziekten is onderzocht. Hierbij zijn 198 patiënten met een gevorderde hart- en vaatziekte op een plantaardig dieet gezet. De 21 patiënten die het dieet stopten, vormden de controlegroep. Bij 0,6% van de deelnemers, die het plantaardige dieet volgden, deed zich een cardiovasculaire bijwerking voor. Bij 62% van de deelnemers in de controlegroep deed zich een cardiovasculaire bijwerking voor zoals een hartaanval of een beroerte.
Door oververzadiging van de gal met cholesterol kan het cholesterol neerslaan, en kunnen er galstenen ontstaan. In de westerse landen vormen cholesterolstenen ongeveer 80% van de galstenen.